# Coppa Italia Serie C 2023-2024
La Coppa Italia Serie C 2023-2024 è stata una competizione di calcio italiana alla quale partecipano le squadre iscritte al campionato di Serie C 2023-2024, è iniziata il 3 ottobre 2023 ed è terminata il 2 aprile 2024. Il torneo è stato vinto dal Catania, alla sua prima affermazione. 

## Formula
Partecipano alla competizione le 60 squadre iscritte al campionato di Serie C 2023-2024. La competizione si svolge interamente ad eliminazione diretta: i primi quattro turni sono in gara unica, mentre semifinali e finale si svolgono con gare di andata e ritorno.
Le 4 società selezionate per partecipare anche alla Coppa Italia professionisti sono esentate dal primo turno ed ammesse direttamente al secondo. Ai fini della determinazione degli accoppiamenti fino agli ottavi di finale secondo un criterio di vicinanza geografica, tutte le 60 squadre partecipanti sono suddivise in quattro gruppi, ciascuno comprendente 15 società. In ciascun gruppo sono inserite una delle squadre esentate dal primo turno e 14 di quelle che invece devono disputarlo.
- Primo turno: in ciascuno dei 4 gruppi un sorteggio integrale determina i 7 accoppiamenti fra le 14 squadre che ne fanno parte, stabilendo per sorteggio anche la squadra che ha diritto a giocare in casa la gara unica. Le vincitrici accedono al secondo turno.

- Secondo turno: partecipano complessivamente 32 società, vale a dire le 28 vincitrici il primo turno e le 4 società ammesse alla Coppa Italia 2023-2024 organizzata dalla LNP Serie A. All'interno di ciascuno dei quattro gruppi le 8 squadre (1 ammessa di diritto e 7 provenienti dal turno precedente) sono nuovamente abbinate da un sorteggio integrale per determinare i 4 accoppiamenti. Il sorteggio stabilisce anche chi ha diritto a giocare in casa la gara unica, eccezion fatta per la squadra ammessa di diritto a questo turno, che gioca di diritto in casa contro l'avversaria assegnatale dal sorteggio. Le squadre vincitrici accedono agli ottavi di finale.

- Ottavi di finale: vi partecipano le 16 squadre vincitrici del secondo turno eliminatorio. Ancora una volta, all'interno di ciascun gruppo le 4 squadre rimaste in lizza sono abbinate da un sorteggio integrale per determinare i 2 accoppiamenti e il fattore campo. Le vincitrici accedono ai quarti di finale.
- Quarti di finale: partecipano le 8 vincitrici degli ottavi di finale. A partire da questo turno gli accoppiamenti sono determinati da un sorteggio integrale, senza più tenere conto dei 4 gruppi geografici di provenienza. Le vincitrici accedono alle semifinali.
- Semifinali e finale: le 4 vincitrici dei quarti di finale si sfidano con gare di andata e ritorno; il sorteggio determina l'ordine dei campi, anche per la finale fra le due vincitrici delle semifinali.

La vincitrice del torneo si qualificherà di diritto, oltre che alla Coppa Italia 2024-2025, anche alla fase nazionale dei playoff di Serie C 2023-2024 per la promozione in Serie B 2024-2025, a meno che essa non si trovasse in una delle seguenti situazioni:
1. già promossa in Serie B per piazzamento (primo posto nel proprio girone del campionato);
2. già ammessa alla fase nazionale dei playoff per piazzamento (secondo o terzo posto nel proprio girone del campionato);
3. rinunciante alla partecipazione ai playoff;
4. piazzamento nel proprio girone del campionato di Serie C in uno degli ultimi cinque posti per cui debba disputare i play out (quindi retrocessa direttamente in Serie D).

In tal caso il suo posto sarebbe colmato dalla finalista sconfitta in questo torneo o, in subordine, dalla quarta classificata del girone cui appartiene la vincitrice di coppa.

## Calendario
| Fase              | Turno            | Andata                 | Ritorno                |
| ----------------- | ---------------- | ---------------------- | ---------------------- |
| Turni eliminatori | Primo turno      | 3-4-5 ottobre 2023     | 3-4-5 ottobre 2023     |
| Turni eliminatori | Secondo turno    | 7-8-9 novembre 2023    | 7-8-9 novembre 2023    |
| Fase finale       | Ottavi di finale | 28-29-30 novembre 2023 | 28-29-30 novembre 2023 |
| Fase finale       | Quarti di finale | 12-13 dicembre 2023    | 12-13 dicembre 2023    |
| Fase finale       | Semifinali       | 24 gennaio 2024        | 28 febbraio 2024       |
| Fase finale       | Finale           | 19 marzo 2024          | 2 aprile 2024          |

## Partite

### Turni eliminatori

#### Primo turno
Vi partecipano le 56 squadre che non avevano partecipato alla Coppa Italia maggiore, fatta eccezione per Pescara e Foggia in quanto ripescate nel tabellone a seguito delle vicende giudiziarie di Lecco e Reggina. Le squadre sono suddivise in 4 gruppi costituiti da 14 squadre, e si affrontano in gare di sola andata. Le squadre vincitrici vengono ammesse al secondo turno.
| Squadra 1            | Risultato       | Squadra 2         |          |          |
| Gruppo 1             | Gruppo 1        | Gruppo 1          | Gruppo 1 | Gruppo 1 |
| -------------------- | --------------- | ----------------- | -------- | -------- |
| Pro Sesto            | 1 - 3           | Giana Erminio     |          |          |
| Arzignano Valchiampo | 0 - 0 (5-4 dtr) | Trento            |          |          |
| Mantova              | 0 - 1           | Pro Patria        |          |          |
| Legnago              | 2 - 4           | Padova            |          |          |
| Lumezzane            | 2 - 2 (4-1 dtr) | Atalanta U23      |          |          |
| Virtus Verona        | 0 - 1           | Triestina         |          |          |
| AlbinoLeffe          | 0 - 2           | Renate            |          |          |
| Gruppo 2             |                 |                   |          |          |
| SPAL                 | 2 - 0           | Sestri Levante    |          |          |
| Pro Vercelli         | 1 - 5           | Juventus Next Gen |          |          |
| Fiorenzuola          | 2 - 3           | Novara            |          |          |
| Carrarese            | 0 - 1           | Pontedera         |          |          |
| Alessandria          | 2 - 0           | Pergolettese      |          |          |
| Torres               | 1 - 0           | Olbia             |          |          |
| Arezzo               | 3 - 4           | Lucchese          |          |          |
| Gruppo 3             |                 |                   |          |          |
| Pescara              | 6 - 1           | Fermana           |          |          |
| Rimini               | 1 - 0           | Gubbio            |          |          |
| Recanatese           | 1 - 3 (dts)     | Vis Pesaro        |          |          |
| Latina               | 1 - 0           | Casertana         |          |          |
| Ancona               | 0 - 1           | Pineto            |          |          |
| Monterosi Tuscia     | 1 - 3           | Perugia           |          |          |
| Benevento            | 2 - 2 (5-6 dtr) | Giugliano         |          |          |
| Gruppo 4             |                 |                   |          |          |
| AZ Picerno           | 1 - 1 (4-2 dtr) | Taranto           |          |          |
| Avellino             | 3 - 0           | Monopoli          |          |          |
| Foggia               | 5 - 0           | Sorrento          |          |          |
| Catania              | 2 - 1           | Messina           |          |          |
| Turris               | 2 - 0           | Audace Cerignola  |          |          |
| Virtus Francavilla   | 0 - 1           | Brindisi          |          |          |
| Juve Stabia          | 2 - 2 (4-3 dtr) | Potenza           |          |          |

#### Secondo turno
Vi partecipano le 28 squadre vincitrici del primo turno e le 4 squadre che hanno partecipato alla Coppa Italia maggiore. Le squadre sono suddivise in 4 gruppi costituiti da 8 squadre, e si affrontano in gare di sola andata. Le squadre vincitrici vengono ammesse alla fase finale.
| Squadra 1         | Risultato   | Squadra 2            |          |          |
| Gruppo A          | Gruppo A    | Gruppo A             | Gruppo A | Gruppo A |
| ----------------- | ----------- | -------------------- | -------- | -------- |
| Lumezzane         | 2 - 1 (dts) | Arzignano Valchiampo |          |          |
| L.R. Vicenza      | 3 - 2 (dts) | Pro Patria           |          |          |
| Padova            | 3 - 0       | Giana Erminio        |          |          |
| Triestina         | 4 - 0       | Renate               |          |          |
| Gruppo B          |             |                      |          |          |
| Juventus Next Gen | 1 - 0 (dts) | Torres               |          |          |
| Novara            | 1 - 2       | Pontedera            |          |          |
| Virtus Entella    | 3 - 0       | Alessandria          |          |          |
| SPAL              | 0 - 2 (dts) | Lucchese             |          |          |
| Gruppo C          |             |                      |          |          |
| Rimini            | 1 - 0       | Perugia              |          |          |
| Pescara           | 1 - 0       | Pineto               |          |          |
| Giugliano         | 1 - 2       | Latina               |          |          |
| Cesena            | 1 - 0       | Vis Pesaro           |          |          |
| Gruppo D          |             |                      |          |          |
| Avellino          | 3 - 1       | Foggia               |          |          |
| Crotone           | 1 - 0       | Brindisi             |          |          |
| Catania           | 3 - 2       | AZ Picerno           |          |          |
| Turris            | 3 - 5 (dts) | Juve Stabia          |          |          |

## Fase finale

### Squadre partecipanti
| Club              | Città                        | Stadio                                   | Ultima Partecipazione                    |
| ----------------- | ---------------------------- | ---------------------------------------- | ---------------------------------------- |
| Avellino          | Avellino                     | Stadio Partenio-Adriano Lombardi         | 2022-23: Eliminato agli Ottavi di Finale |
| Catania           | Catania                      | Stadio Angelo Massimino                  | 2019-20: Eliminato in Semifinale         |
| Cesena            | Cesena                       | Orogel Stadium-Dino Manuzzi              | 2022-23: Eliminato al Secondo Turno      |
| Crotone           | Crotone                      | Stadio Ezio Scida                        | 2022-23: Eliminato agli Ottavi di Finale |
| L.R. Vicenza      | Vicenza                      | Stadio Romeo Menti                       | 2022-23: Vincitore                       |
| Latina            | Latina                       | Stadio Domenico Francioni                | 2022-23: Eliminato al Primo turno        |
| Lucchese          | Lucca                        | Stadio Porta Elisa                       | 2022-23: Eliminato agli Ottavi di Finale |
| Lumezzane         | Lumezzane (BS)               | Stadio Tullio Saleri                     | 2016-17: Eliminato nella Fase a Gironi   |
| Juventus Next Gen | Torino                       | Stadio Giuseppe Moccagatta (Alessandria) | 2022-23: Finalista                       |
| Juve Stabia       | Castellammare di Stabia (NA) | Stadio Romeo Menti                       | 2022-23: Eliminato al Secondo Turno      |
| Padova            | Padova                       | Stadio Euganeo                           | 2022-23: Eliminato ai Quarti di Finale   |
| Pescara           | Pescara                      | Stadio Adriatico-Giovanni Cornacchia     | 2022-23: Eliminato al Secondo Turno      |
| Pontedera         | Pontedera (PI)               | Stadio Ettore Mannucci                   | 2022-23: Eliminato agli Ottavi di Finale |
| Rimini            | Rimini                       | Stadio Romeo Neri                        | 2022-23: Eliminato agli Ottavi di Finale |
| Triestina         | Trieste                      | Stadio Nereo Rocco                       | 2022-23: Eliminato al Primo turno        |
| Virtus Entella    | Chiavari (GE)                | Stadio comunale di Chiavari              | 2022-23: Eliminato in Semifinale         |

#### Ottavi di finale
Si disputano in gara unica.
| Squadra 1      | Risultato       | Squadra 2         |          |          |
| Gruppo A       | Gruppo A        | Gruppo A          | Gruppo A | Gruppo A |
| -------------- | --------------- | ----------------- | -------- | -------- |
| Padova         | 2 - 0           | Lumezzane         |          |          |
| L.R. Vicenza   | 2 - 0           | Triestina         |          |          |
| Gruppo B       |                 |                   |          |          |
| Lucchese       | 3 - 2 (dts)     | Juventus Next Gen |          |          |
| Virtus Entella | 0 - 1           | Pontedera         |          |          |
| Gruppo C       |                 |                   |          |          |
| Pescara        | 2 - 0           | Latina            |          |          |
| Cesena         | 0 - 2           | Rimini            |          |          |
| Gruppo D       |                 |                   |          |          |
| Catania        | 3 - 3 (3-2 dtr) | Crotone           |          |          |
| Avellino       | 1 - 0           | Juve Stabia       |          |          |

| Arbitro: | Peletti (Crema) |

|                                          |           |                                |
| Rizzo Pinna 85’ Magnaghi 114’ Russo 119’ | Marcatori | 90’ (rig.) Palumbo 104’ Guerra |

| Arbitro: | Di Cicco (Lanciano) |

|  |           |             |
|  | Marcatori | 31’ Fossati |

| Arbitro: | Gemelli (Messina) |

|                            |           |  |
| Cuppone 34’ Cangiano 90+5’ | Marcatori |  |

| Arbitro: | Mastrodomenico (Matera) |

|                       |           |  |
| Proia 24’ Ferrari 60’ | Marcatori |  |

| Arbitro: | Sfira (Pordenone) |

|  |           |                         |
|  | Marcatori | 9’ Iacoponi 85’ Lamesta |

| Arbitro: | Grasso (Ariano Irpino) |

|                                                |                      |                                                |
| De Luca 54’ Dubickas 60’ Di Carmine 86’ (rig.) | Marcatori            | 6’ Tribuzzi 57’ Tumminello 70’ Bruzzaniti      |
| Chiricò Zammarini Zanellato Castellini         | Tiri di rigore 3 – 2 | Bruzzaniti Tumminello D'Ursi Giron Petriccione |

| Arbitro: | Andreano (Prato) |

|              |           |  |
| Patierno 55’ | Marcatori |  |

| Arbitro: | Sacchi (Macerata) |

|                      |           |  |
| Palombi 81’ Fusi 90’ | Marcatori |  |

#### Quarti di finale
Si disputano in gara unica.
| Squadra 1    | Risultato       | Squadra 2 |
| ------------ | --------------- | --------- |
| Avellino     | 0 - 1 (dts)     | Lucchese  |
| Catania      | 2 - 0           | Pescara   |
| Pontedera    | 0 - 1           | Padova    |
| L.R. Vicenza | 0 - 0 (4-5 dtr) | Rimini    |

| Arbitro: | Ubaldi (Roma 1) |

|  |           |           |
|  | Marcatori | 9’ Kirwan |

| Arbitro: | Lovison (Padova) |

|  |           |            |
|  | Marcatori | 97’ Yeboah |

| Arbitro: | Calzavara (Varese) |

|                                        |                      |                                         |
| De Maio Ronaldo Jimenez Ferrari Laezza | Tiri di rigore 4 – 5 | Ubaldi Lombardi Langella Selvini Stanga |

| Arbitro: | Crezzini (Siena) |

|                                |           |  |
| Castellini 67’ Zammarini 90+1’ | Marcatori |  |

#### Semifinali
Si disputano in partite di andata e ritorno.
| Squadra 1 | Totale | Squadra 2 | Andata | Ritorno |
| --------- | ------ | --------- | ------ | ------- |
| Rimini    | 1 - 2  | Catania   | 1 - 0  | 0 - 2   |
| Lucchese  | 1 - 2  | Padova    | 1 - 0  | 0 - 2   |

| Arbitro: | Madonia (Palermo) |

|            |           |  |
| Yeboah 34’ | Marcatori |  |

| Arbitro: | Mirabella (Napoli) |

|             |           |  |
| Lamesta 37’ | Marcatori |  |

| Arbitro: | Zanotti (Rimini) |

|                     |           |  |
| Faedo 31’ Varas 75’ | Marcatori |  |

| Arbitro: | Galipò (Firenze) |

|                              |           |  |
| Cicerelli 17’ Castellini 84’ | Marcatori |  |

#### Finale
La finale si disputa in gara doppia: 19 marzo (andata) e 2 aprile (ritorno) 2024.
| Squadra 1 | Totale | Squadra 2 | Andata | Ritorno     |
| --------- | ------ | --------- | ------ | ----------- |
| Padova    | 4 - 5  | Catania   | 2 - 1  | 2 - 4 (dts) |

| Arbitro: | Perri (Roma 1) |

|                          |           |            |
| Palombi 12’ Crisetig 25’ | Marcatori | 78’ Monaco |

| Arbitro: | Nicolini (Brescia) |

|                                                                 |           |                            |
| Di Carmine 12’ (rig.) Cicerelli 42’ Marsura 88’ Costantino 119’ | Marcatori | 3’ Bortolussi 74’ Perrotta |

## Classifica marcatori
| Gol | Rigori |  | Giocatore          | Squadra           |
| --- | ------ |  | ------------------ | ----------------- |
| 5   |        |  | Simone Palombi     | Padova            |
| 3   | 1      |  | Tommaso Mancini    | Juventus Next Gen |
| 3   |        |  | Philip Yeboah      | Lucchese          |
| 3   |        |  | Alessio Castellini | Catania           |
| 3   |        |  | Andrea Adorante    | Triestina         |
| 2   |        |  | Bob Omoregbe       | Fiorenzuola       |
| 2   |        |  | Joseph Nonge       | Juventus Next Gen |
| 2   |        |  | Luca Prinelli      | Novara            |
| 2   |        |  | Denis Manu         | Pescara           |
| 2   | 1      |  | Carlos Embalo      | Foggia            |
| 2   |        |  | Gianmarco Cangiano | Pescara           |
| 2   |        |  | Niccolò Romero     | Lucchese          |
| 2   |        |  | Giorgio Citterio   | Pro Patria        |
| 2   | 1      |  | Gianluca D'Auria   | Turris            |
| 2   |        |  | Nikola Burić       | Legnago           |
| 2   |        |  | Diego Peralta      | Foggia            |
| 2   |        |  | Federico Russo     | Lucchese          |
| 2   | 1      |  | Manuel Di Paola    | Vis Pesaro        |
| 2   |        |  | Daniel Fossati     | Pontedera         |
| 2   | 1      |  | Jacopo Dezi        | Padova            |
| 2   |        |  | Andrea Rizzo Pinna | Lucchese          |
| 2   |        |  | Simone Magnaghi    | Lucchese          |
| 2   |        |  | Davide Lamesta     | Rimini            |
| 2   | 2      |  | Samuel Di Carmine  | Catania           |
| 2   |        |  | Emanuele Cicerelli | Catania           |